# Benediktinerabtei Clerf

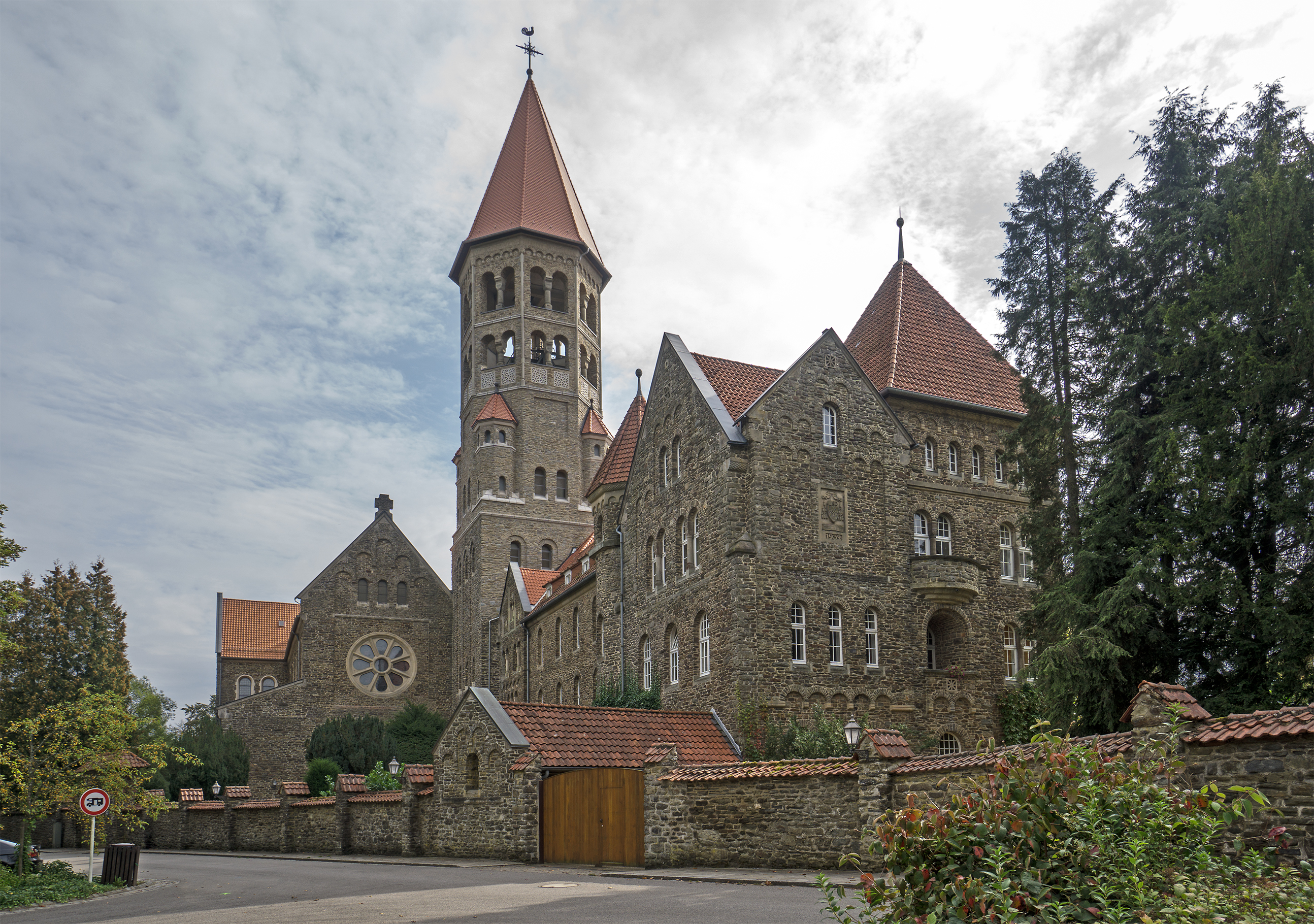
Benediktinerabtei in Clerf zum hl. Mauritius und hl. Maurus

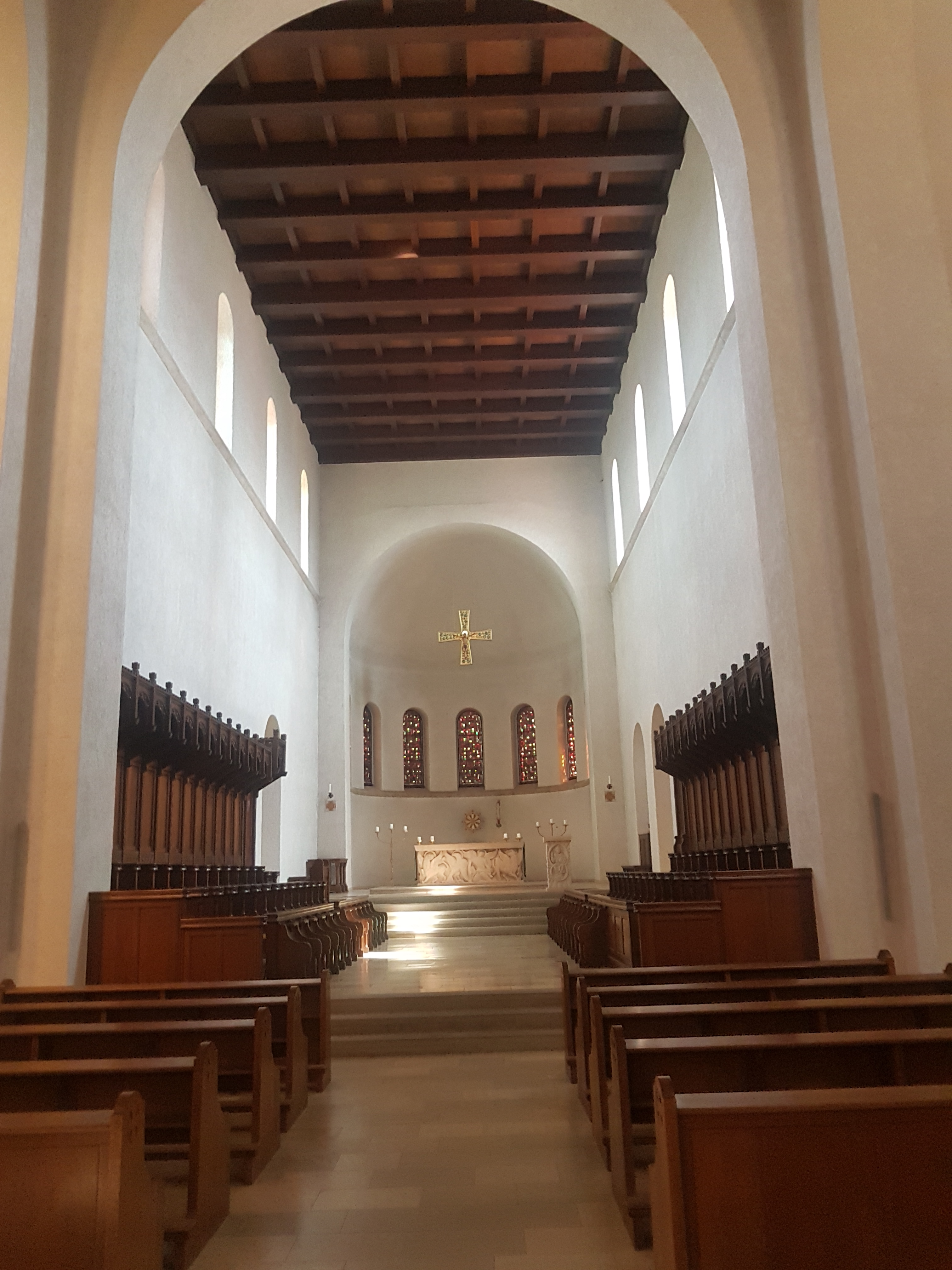
Kirchenschiff, Blick zum Altar

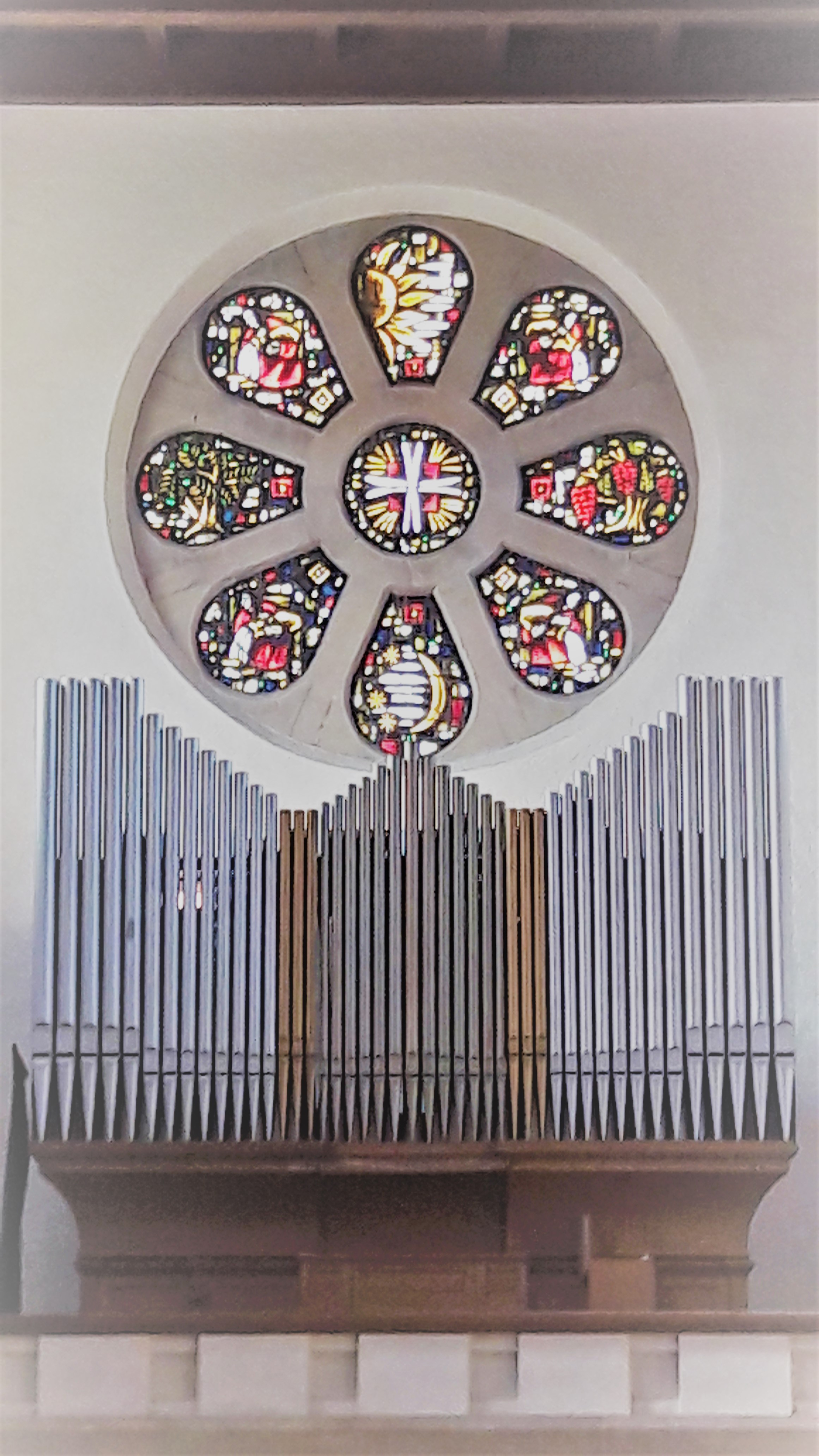
Orgel und Rundfenster

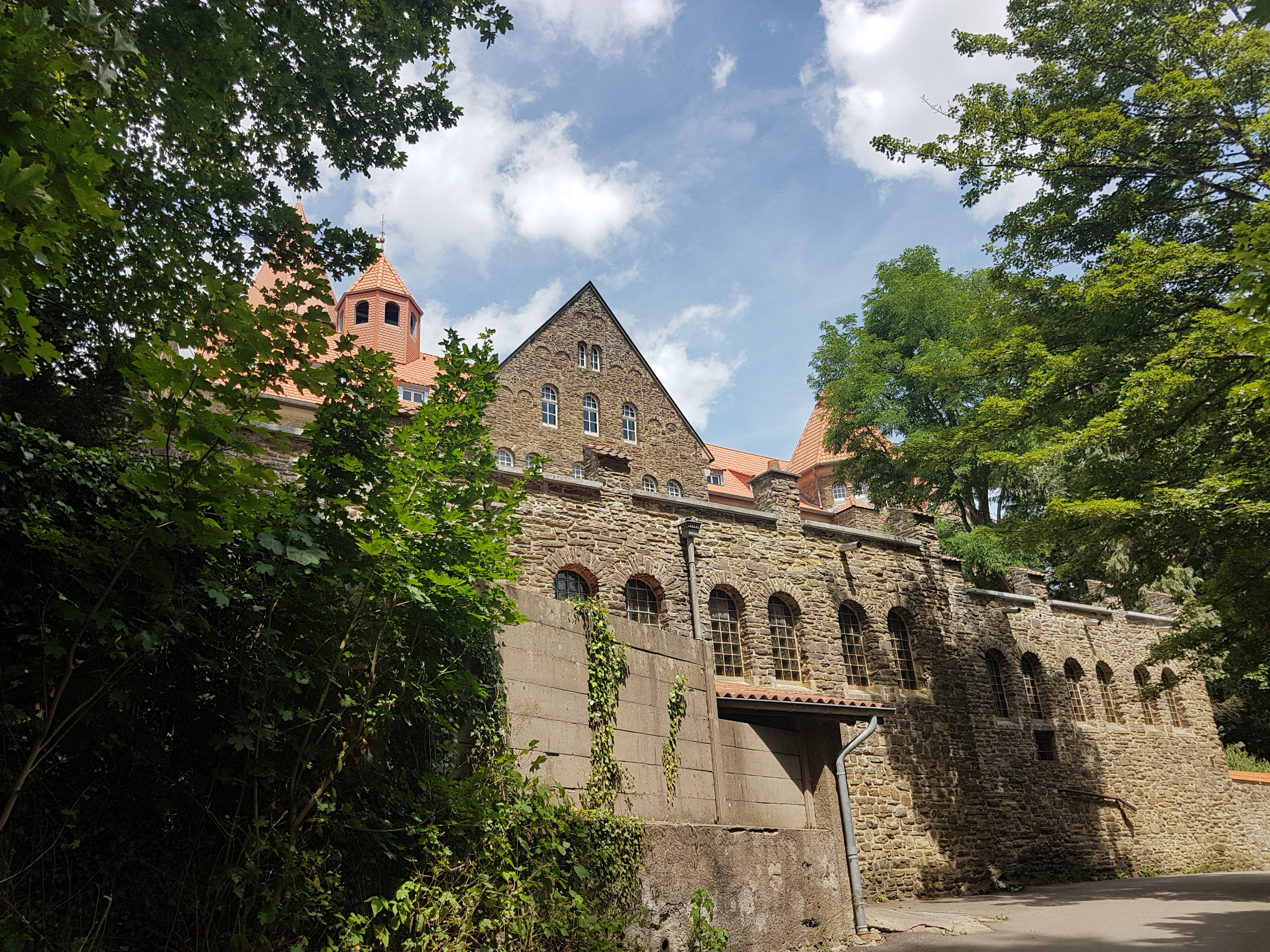

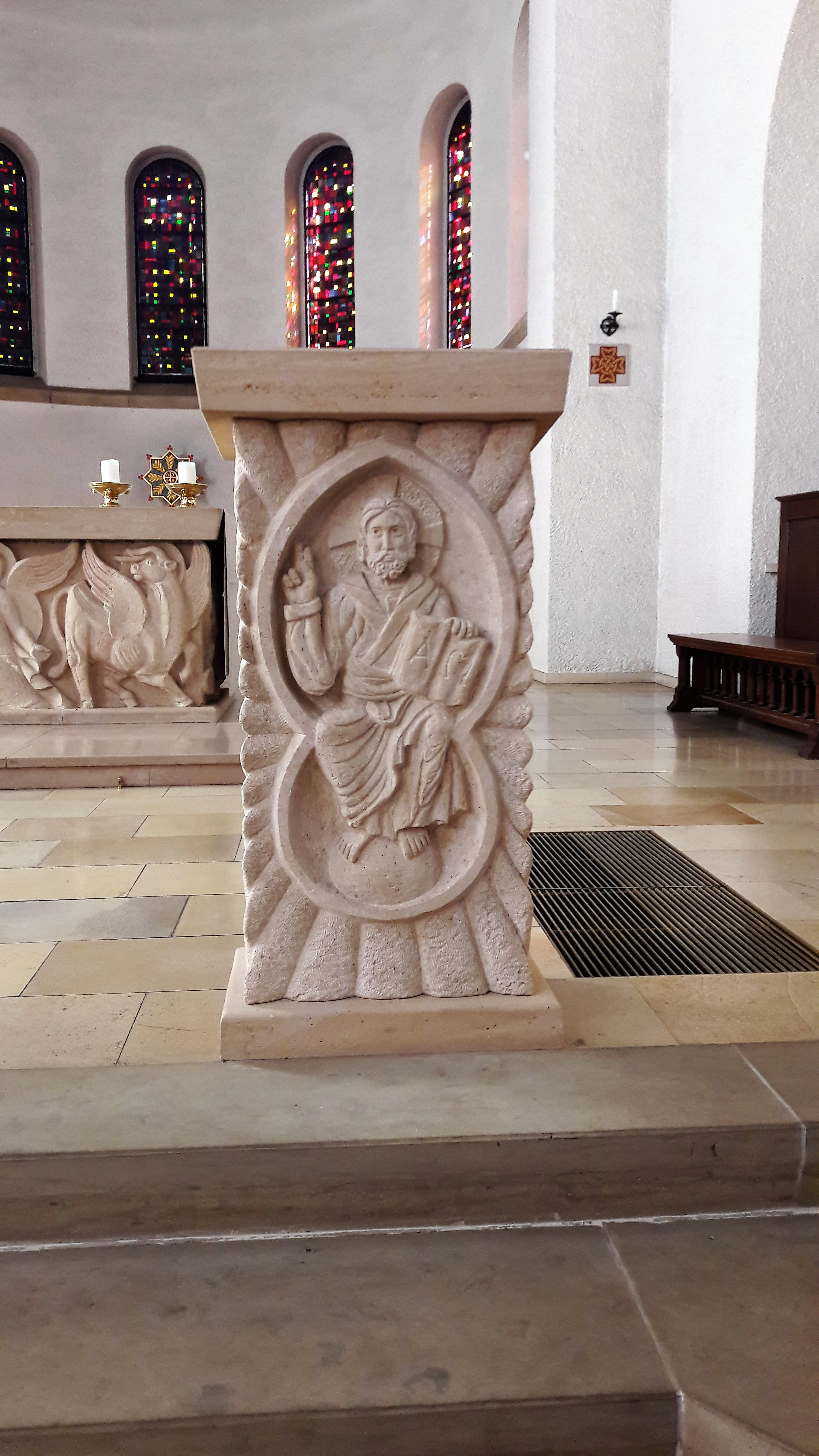
Lesepult/Ambo

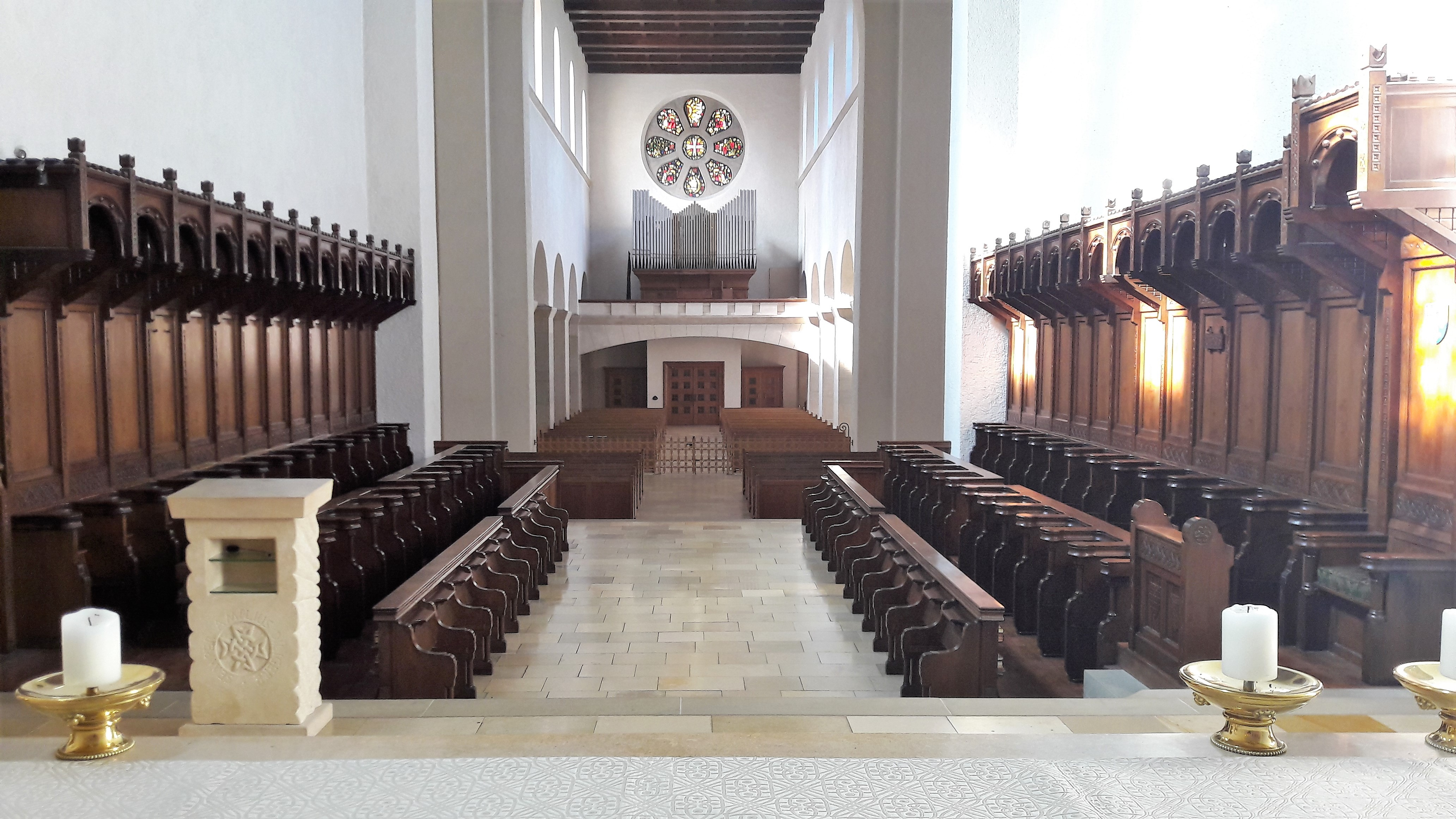
Chorgestühl und Blick zur Orgel

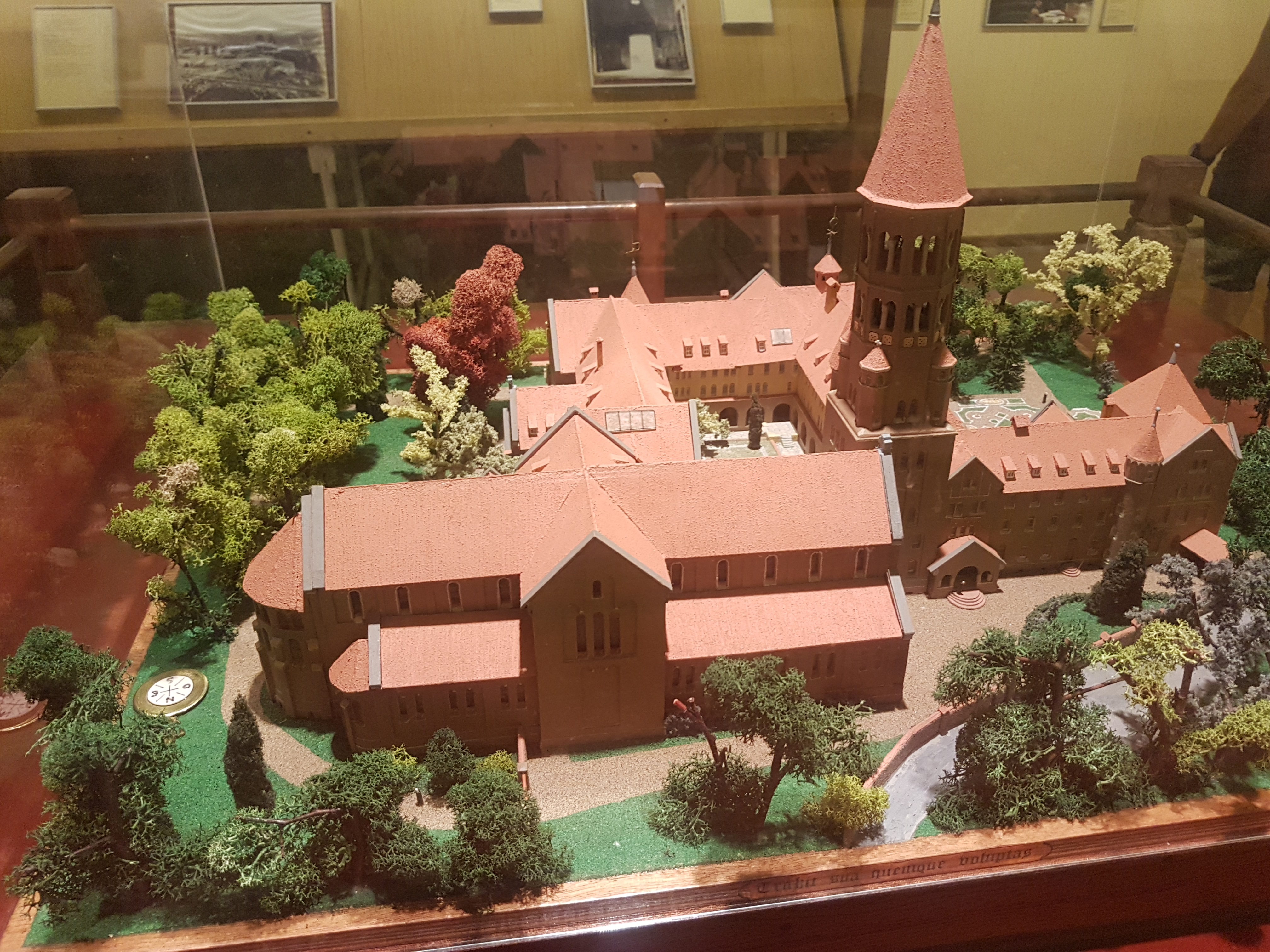
Modell der Abtei in der Ausstellung in der Krypta

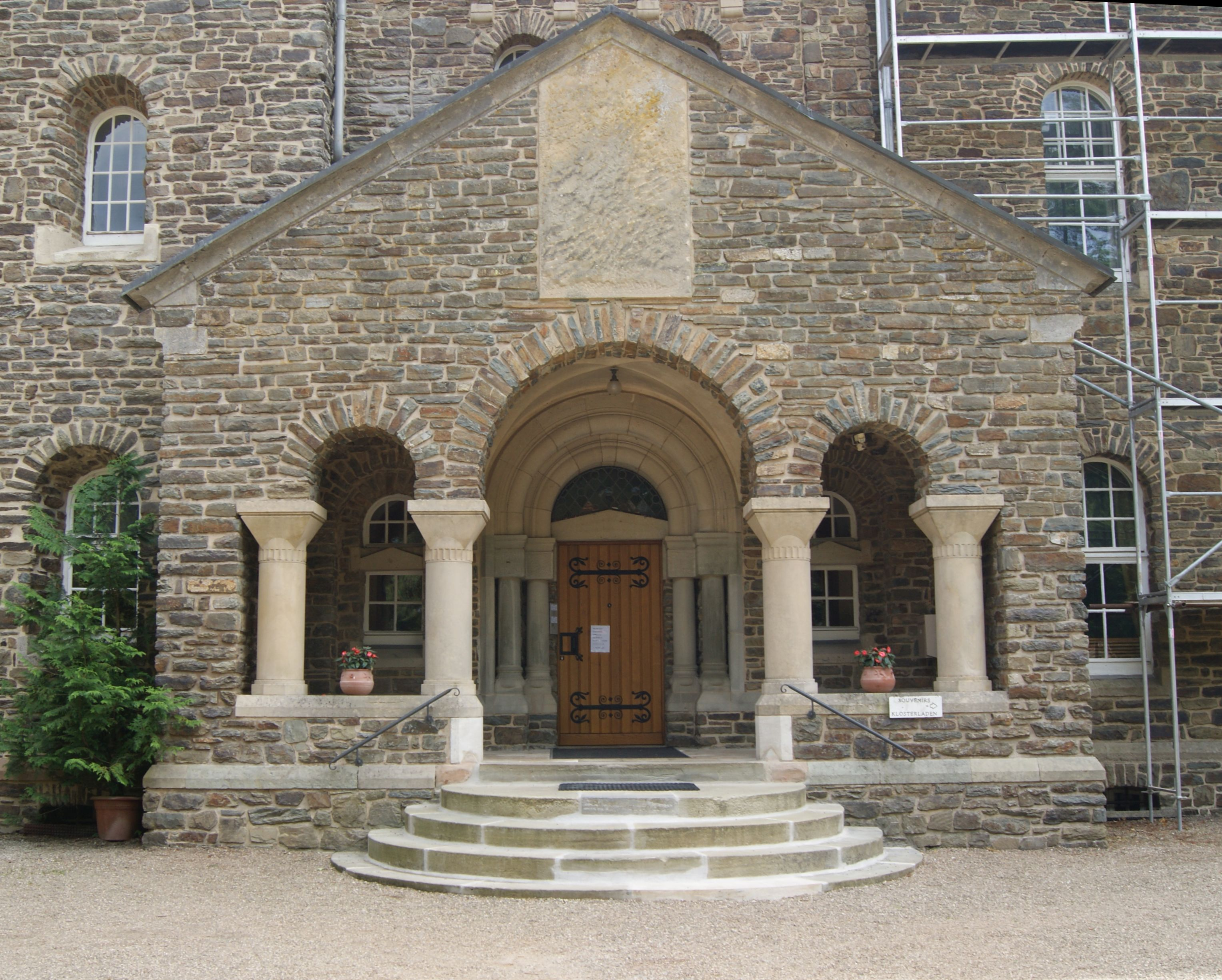
Zugang Abtei

Die Benediktinerabtei Clerf (auch: Benediktinerabtei St. Mauritius und St. Maurus; lat. Abbatia Ss. Mauritii et Mauri, lux.: Benediktinerabtei hellege Moritz, französisch Abbaye Saint-Maurice-et-Saint-Maur) in Clerf ist ein römisch-katholisches Mönchskloster und gehört zum Erzbistum Luxemburg (lux.: Äerzbistum Lëtzebuerg), welches das gesamte Großherzogtum Luxemburg umfasst.
Die Abtei beherbergt etwa zwölf Mönche. Die Gemeinschaft ist Mitglied der Kongregation von Solesmes und damit Teil der Benediktinischen Konföderation.
Für Besucher ist die Abtei – mit Ausnahme des Vorhofs, der Abteikirche und der Krypta – nicht öffentlich zugänglich. In der Krypta befindet sich eine Ausstellung über die Sitten und Gebräuche des Klosterlebens.

## Geschichte
Die Benediktinerabtei in Clerf hat ihre personellen Ursprünge in der Abtei Saint-Maur de Glanfeuil (Frankreich), welche 1790 während der Revolution aufgelöst worden ist. Hundert Jahre später, 1890, wurde die Abtei Saint-Maur de Glanfeuil von Louis-Charles Couturier, O.S.B, Abt von Solesmes, im Rahmen seines Programms zur Wiederbelebung des Mönchtums im nachrevolutionären Frankreich kurzfristig wiederbelebt. Bereits 1901 mussten die Mönche jedoch aufgrund der antiklerikalen Gesetze der Dritten Französischen Republik Frankreich verlassen. Sie fanden im belgischen Baronville (heute Teil der Gemeinde Beauraing) eine vorläufige Wohnstatt. Nachdem verschiedene Versuche fehlgeschlagen waren, entschied man sich 1908 schließlich in Clerf in Luxemburg ein neues Kloster zu gründen (Kloster St. Mauritius und St. Maurus).
1909/1910 wurden die Klostergebäude in neoromanischem Stil, nach dem Vorbild der Abtei von Cluny (siehe: Abtei Cluny), gebaut. Architekt war der Niederländer Johannes Franziskus Klomp (1865–1946), der auch zur selben Zeit die  Kirche in Clerf entwarf.
1926 wurde dem Klosternamen St. Maurice (Mauritius) der von St. Maur (Maurus) hinzugefügt.
Von 1937 bis 1944 war die Benediktinerabtei in Clerf eine Territorialabtei.
1941 stand die Abtei unter Zwangsverwaltung der deutschen Besatzungsmacht. Die Mönche wurden vertrieben und durch verschiedene Änderungen am Gebäude wurde versucht, den religiösen Charakter des Gebäudes zu beseitigen.
1945/1947 kehrten die Benediktiner zurück und bauten die Kirche, die durch diese Bautätigkeiten stark gelitten hatte, in den Jahren bis 1951 wieder auf. Dabei wurde die Kirche weitgehend verändert.
Zur 100-Jahr-Feier 2010 wurde das Innere der Abteikirche in den Jahren 2008 und 2009 komplett renoviert. Die Kirche erhielt erstmals eine moderne Fußbodenheizung. Der Glockenturm musste stabilisiert werden.

## Gebäude
Das Kirchengebäude hat eine Länge von 66 m, ist rund 15 m hoch und rund 10 m breit. Das Querschiff ist 22 m breit. Das Verhältnis der Maße des Kirchenraumes ist mit 1.616 nicht weit vom goldenen Schnitt entfernt. Die Teilung der Kirche gleicht einer Basilika.

## Altar
Der Altar besteht aus massivem Stein und wurde von Philippe Kaeppelin 1952 hergestellt. Es sind darauf vier Reliefs, auf denen die vier Evangelistensymbole zu sehen sind: der Stier für Lukas, der Adler für Johannes, der Löwe für Markus und ein Mensch für den Matthäus.

## Chorgestühl
Im Chor befinden sich 75 Chorstühle (zwischen Apsis und Mittelschiff). Zweimal am Tag versammeln sich die Mönche zwischen vier und fünf Uhr morgens und neun Uhr abends, um zu beten. Die Messe wird in Französisch und Latein gehalten.

## Altarkreuz
Das mit Gold überzogene Holzkreuz über dem Altar stammt von Georges Saget aus den Werkstätten der Abtei. Es wurde 1961 für eine Christusfigur des Bildhauers und Malers Dante Donzelli entworfen. Das Kreuz ist mit emaillierten Steinen verziert.

## Sakramentskapelle
Der Altar der Seitenkapelle an der Ostseite des nördlichen Seitenschiffs stammt aus 1954 und wurde von Philippe Kaeppelin geschaffen. Die Tür des Tabernakels ist mit einem Fisch geschmückt, einem Ursymbol der christlichen Kirche (Mk 1,17 ). Der Altar ist mit silbernen Platten verziert, die mit Gold überzogen sind.

## Seitenaltäre
In der Kirche befinden sich vier alte, reich geschmückte und mit ausdrucksstarken Figuren versehene, Seitenaltäre aus dem 15. und 16. Jahrhundert, die aus der Kapelle der ehemaligen Jesuiten-Residenz in Luxemburg stammen.
Auf dem Seitenaltar links des Haupteingangs befindet sich eine Pietà aus dem Jahr 1400.
Der Marienaltar befindet sich an der Nordseite des Querschiffes. Die Holzstatue der Jesusmutter wurde von Ivo Strigel aus Memmingen geschaffen.

## Fensterrose
Die große Fensterrose (Radfenster) an der Westseite der Kirche beherrscht zentral den Innenraum. Es wurde von Maurice Rocher 1961 geschaffen. In der Mitte des Kreuzes befinden sich die Symbole: Sonne, Mond und Sterne, Weizen, eine Rebe und ein Olivenbaum sowie zentral ein Kreuz.

## Orgel
Über dem Haupteingang auf der Empore steht die Mutin-Cavaillé-Coll-Orgel mit drei Manualen und 20 Registern. Die Orgel wurde 1907 für den Petit Trocadéro in Paris erbaut und 1910 in der Abtei Clerf eingebaut. Auf dieser Orgel spielte Paul Benoit über 50 Jahre. Die Orgel wurde am 11. Dezember 2002 als nationales Denkmal (lux.: klasséierte Monument) klassiert. Die Disposition lautet:
| I Grand Orgue C–g3 |                  |     |
| 1.                 | Bourdon          | 16′ |
| 2.                 | Montre           | 8′  |
| 3.                 | Flûte harmonique | 8′  |
| 4.                 | Bourdon          | 8′  |
| 5.                 | Prestant         | 4′  |

| II Positif C–g3 |             |       |
| 6.              | Salicional  | 8′    |
| 7.              | Cor de nuit | 8′    |
| 8.              | Flûte douce | 4′    |
| 9.              | Nasard      | 2 ⁄3′ |
| 10.             | Flautino    | 2′    |
| 11.             | Cromorne    | 8′    |

| III Récit expressif C–g3 |                  |    |
| 12.                      | Flûte (ouverte)  | 8′ |
| 13.                      | Gambe            | 8′ |
| 14.                      | Voix céleste     | 8′ |
| 15.                      | Flûte octaviante | 4′ |
| 16.                      | Plein jeu IV     |    |
| 17.                      | Trompette        | 8′ |
| 18.                      | Hautbois         | 8′ |

| Pédale C–f1 |          |     |
| 19.         | Soubasse | 16′ |
| 20.         | Basse    | 8′  |

## Glockenturm und Glocken
Der 65 Meter hohe Glockenturm wurde im gleichen Stil wie die romanischen Türme in Burgund gebaut, die wiederum auf die Benediktinerabtei von Cluny zurückgehen. Im Turm befinden sich drei Glocken. Alle drei aus dem Jahr 1914.
- Benedicta-Scholastica, 2014 kg und 146 cm Durchmesser, Ton: d′,
- Jeanne d’Arc, 1409 kg, 130 cm Durchmesser, Ton: e′,
- Maria Carola, 971 kg, 130 cm Durchmesser; Ton: fis′.

Drei weitere, kleinere Glocken befinden sich in der Abtei:
- Adelaide, 105 kg, 68 cm, Ton: d″,
- Victoria, 100 kg, 52 cm, Ton: g″,
- Stephanus, 75 kg, 48 cm Ton: fis″ (die älteste Glocke der Abtei, aus dem 15. Jahrhundert).

## Liste der Äbte der Gemeinschaft
- Edouard du Coëtlosquet (1894–1903), Abt der Gemeinschaft in Saint-Maur de Glanfeuil vor der Vertreibung nach Baronville (1901)[10]
- Paul Renaudin (1907–1919)[11]
- Joseph-Odon Alardo (1919–1939)
- Jacques Winandy (1947–1956)
- Henri Marcotte de Sainte-Marie (1958–1971)
- Vincent Truijen (1971–1991)
- Michel Jorrot (1994–)

## Trivia
Mehrere Autoren haben sich dort mehr oder weniger zurückgezogen, darunter Paul Claudel und der isländische Nobelpreisträger Halldór Kiljan Laxness (1902–1998). Halldór Kiljan Laxness bekehrte sich 1923 hier zum Katholizismus (die Klostergemeinschaft unterstützt seit vielen Jahren eine katholische Mission in Skandinavien).
Der Mönch Jean Leclercq war ein bekannter Gelehrter der Patristik und half die Erneuerung des katholischen Klosterlebens in der letzten Hälfte des 20. Jahrhunderts einzuleiten.
Ein Teil der Mönche hat im Zusammenhang mit der Wiederbelebung des Gregorianischen Gesangs mehrere Aufnahmen produziert.
Der in Australien lebende Luxemburger Komponist Georges Lentz schrieb während seines Aufenthalts in der Abtei ein einstündiges Solo-E-Gitarren-Stück „Ingwe“.
Von 1909 bis 1940 transportierte ein Schrägaufzug und eine Kellerbahn Baumaterial und Kohle vom Bahnhof zum Kloster.